# Julien L'Hermitte
Pour les articles homonymes, voir L'Hermitte.
Julien L'Hermitte, né à Lille le 24 juillet 1863 et mort au Mans le 5 juillet 1947, est un archiviste français. 

## Biographie
Sorti de l'École des chartes en 1888, il est successivement archiviste départemental de la Corrèze, puis à partir de 1899 de la Sarthe.
Il est fait chevalier de la Légion d'Honneur en 1932 et l’Académie française lui décerne le prix Paul-Labbé-Vauquelin en 1941.

## Publications
- Chartes françaises du XIIIe siècle, tirées des archives de l'hôpital de Seclin (Nord), Montpellier : Imprimerie centrale du Midi, 1898. (lire en ligne)
- Les manuscrits de la Bibliothèque de Bergues, Dunkerque : Chiroutre-Gauvry, 1898. (lire en ligne)
- La Bibliothèque publique de la ville du Mans. Origines et organisation (1789-1839), Le Mans : impr. Jobidon, 1936.